# Astrid Carolina Herrera Irrazábal
Astrid Carolina Herrera Irrazábal (Caracas, 23 giugno 1963) è una modella e attrice venezuelana, vincitrice del concorso di bellezza Miss Mondo 1984.

## Biografia
Ex Miss Mondo Venezuela, la Herrera è stata incoronata trentacinquesima Miss Mondo il 15 novembre 1984 presso la Royal Albert Hall di Londra all'età di ventuno anni, ricevendo la corona dalla Miss Mondo uscente, la britannica Sarah-Jane Hutt. È stata la seconda Miss Mondo venezuelana dopo Carmen Josefina "Pilin" Leon Crespo nel 1981.
Dopo l'anno di regno Astrid Carolina Herrera è diventata una affermata attrice di telenovela nel proprio paese. Ha debuttato nel 1987 con La passione di Teresa, in cui lei interpretava la protagonista, ed ha recitato in numerose altre produzioni televisive come La ragazza del circo del 1987, Cuore ferito del 1992, La Mujer de Judas del 2003 e Arroz con leche del 2007 nonché in pellicole cinematografiche.